# リヒャルト・ツー・ザイン＝ヴィトゲンシュタイン＝ベルレブルク
リヒャルト・プリンツ・ツー・ザイン＝ヴィトゲンシュタイン＝ベルレブルク（ドイツ語: Richard Prinz zu Sayn-Wittgenstein-Berleburg, 1934年10月29日 - 2017年3月13日）は、ドイツの貴族、実業家。ザイン＝ヴィトゲンシュタイン＝ベルレブルク侯爵家家長。

## 経歴
ザイン＝ヴィトゲンシュタイン侯家家長グスタフ・アルブレヒトと、スウェーデンのオトラント公爵家出身でアタナス・フーシェの曾孫に当たるマルガレータの間の長男として生まれた。
1944年にドイツ第23装甲師団所属の騎兵中尉として従軍中だった父が戦闘中行方不明となり、1969年にグスタフ・アルブレヒトの法的な死亡宣告が出されると、リヒャルトがザイン＝ヴィトゲンシュタイン＝ベルレブルク侯家の家長となった。リヒャルトはミュンヘン大学、次いでゲッティンゲン大学で林学を専攻し、大学卒業後はベルレブルク城の城主としてザイン＝ヴィトゲンシュタイン家の財産管理団体を経営した。同家の資産は1万3000ヘクタールの森と国内外にある150の地所、そして多くの株で構成される。
オランダ王太子ベアトリクスとクラウス・フォン・アムスベルクの結婚式に出席した際、リヒャルトはデンマーク王女ベネディクテ（フレゼリク9世の次女）と知り合い、二人は1968年2月3日にフレンスボー宮殿で結婚した。夫妻は1男2女に恵まれた。
- グスタフ・フリードリヒ・フィリップ・リヒャルト（英語版）（1969年 - ）
- アレクサンドラ・ローゼマリー・イングリート・ベネディクテ（英語版）（1970年 - ）　1998年、プファイル・ウント・クライン＝エルグート伯爵イェファーゾーン（英語版）と結婚
- ナタリー・クセニア・マルガレーテ・ベネディクテ（1975年 - ）　2010年、アレクサンダー・ヨハンスマンと結婚

## 外部リンク

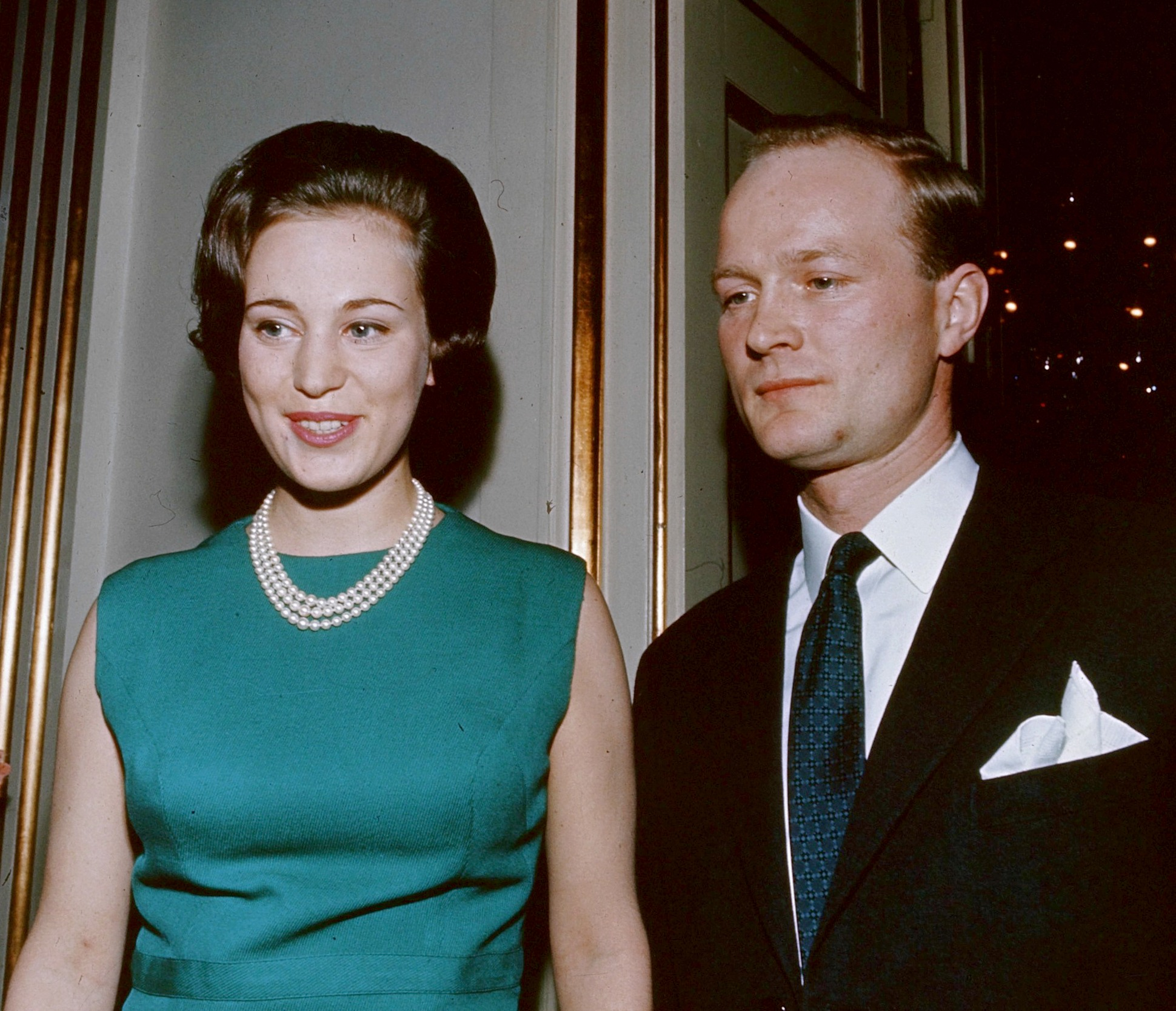
ベネディクテ王女とリヒャルト（1960年代）